# انعکاس‌درمانی

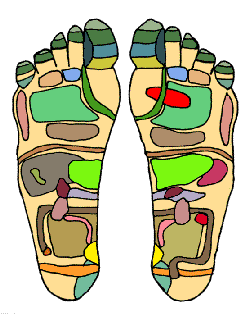
نمونه‌ای از منطقه بندی کف پا

انعکاس‌درمانی، بازتاب‌شناسی یا طب بازتابی (به انگلیسی: Reflexology) یا منطقه درمانی (به انگلیسی: Zone Therapy) نوعی روش تشخیص و درمان بیماریها است که پیشینه کهن در دو کشور چین و هند دارد. اصل اساسی این روش مالش ماساژ عمیق کف، رو، کناره‌ها و بین انگشتان پاها است. برخی درمانگران این روش گاهی کف، کناره و بین انگشتان دست‌ها را نیز مالش می‌دهند ولی این اصل نیست و نوعی مکمل است. هیچ مدرک و سند علمی معتبر و قانع‌کننده ای نیست که نشان دهد رفلکسولوژی برای حتی یک بیماری یا شرایط پزشکی مؤثر و اثرگذار است.

## تاریخچه
طب بازتابی تا ابتدای قرن بیستم در کشورهای غربی ناشناخته بود. در آن زمان یک پزشک آمریکایی متخصص گوش و حلق و بینی به نام ویلیام فیتز جرالد آن را به نام زون درمانی به کار گرفت. انتخاب این نام از سوی وی به دو دلیل بود، یکی اینکه برخی درمانگران چینی کهن این روش را زون درمانی نامیده و همراه با سوزن درمانی بکار گرفته بودند، دیگر اینکه خود او به تجربه دریافت مناطقی در کف، رو، کناره‌ها و بین انگشتان پاها هستند که نوعی ارتباط با دیگر اعضای بدن دارند و مالش آن مناطق آثار درمانی بر اعضای دور دست بدن می‌گذارند، به عبارتی دیگر، تحریک یک منطقه از بدن انعکاس و واکنش درمانی در منطقه‌ای دیگر از بدن تولید می‌کند. بزرگ‌ترین مبلغ این روش در کشورهای غربی یک آمریکایی دیگر به نام اونیس اینگام بود که آموزه فیتز جرالد را کامل تر کرد و سپس آن را تقریباً به‌طور کامل روی مناطق پا متمرکز کرد. این روش امروزه در همه کشورهای غربی به ویژه ایالات متحده آمریکا محبوبیت گسترده دارد.
بسیاری از درمانگران انعکاس درمانی معمولاً همراه با این روش یکی دیگر از درمان‌های طبیعی چون اوستئوپتی، یا کایروپرکتیک را بکار می‌گیرند.

## طبقه‌بندی بر اساس «مناطق انعکاسی»
قسمتهای مختلفی از لحاظ مناطق انعکاسی تا به امروز روی آنها کار شده‌است: دستها (رفلکس کف دست). پا (رفلکس پا)؛ گوش (رفلکس گوش)؛ مقعد (رفلکس مقعد)؛ ستون فقرات (بازتاب مهره‌ها)؛ صورت (رفلکس صورت)؛ و جمجمه (رفلکس جمجمه)؛ و به‌طور جداگانه مناطق انعکاسی دهان، دندان و بینی نیز کار شده‌است.

### پا
تمرین کنندگان این روش معتقدند نقاطی روی پاها وجود دارد که نشان دهنده وضعیت سلامتی کل بدن انسان است. به همین دلیل، این مناطق تحریک می‌شوند تا درد، اختلالات ارگانیک، عاطفی (خفیف) و قسمت‌های مختلف بدن را تسکین دهند، بنابراین به ساده‌ترین شکل ممکن تعادل بدن را ایجاد می‌کنند.
سِر ویلیام اوسلر (۱۲ ژوئیه ۱۸۴۹–۲۹ دسامبر ۱۹۱۹)، پزشک کانادایی، یکی از نمادهای پزشکی مدرن، یک متخصص و مدافع انعکاس درمانی پا بود، یک روز، اظهار داشت: «وقتی اعصاب چشم و پاها به درستی درک شوند، دیگر کمتر به مداخلات جراحی احتیاج خواهیم داشت».

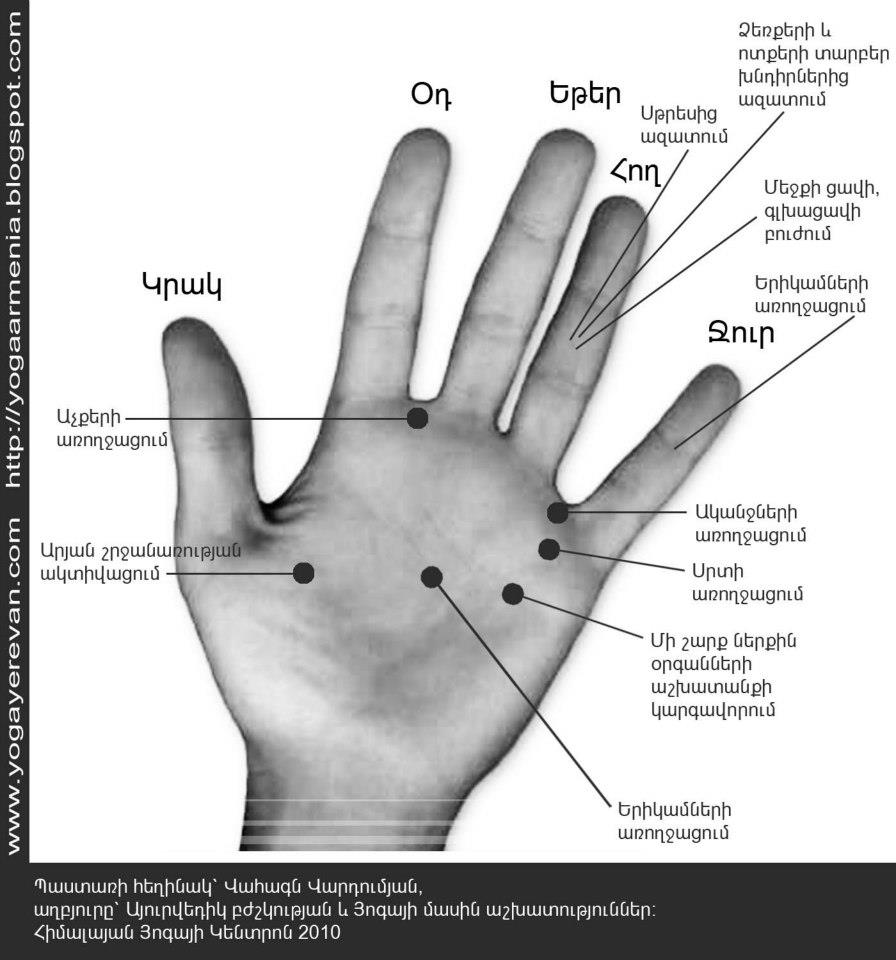
مناطق انعکاسی دست طبق مرکز یوگای هیمالیا ایروان

### دستها
همین اصل در مورد دست‌ها نیز صدق می‌کند. روی دست‌ها و پاها، نزدیکترین منطقه به نوک انگشتان مربوط به سر و منطقه نزدیک به مچ و مچ پا به ناحیه ران است.

### مقعد
مقعد به انرژی اعضای بدن اتصال دارد. جریان انرژی در جوان سازی حائز اهمیت بسیار است. در صورت عدم جریان انرژی به قسمتی که ماساژ داده می‌شود، بهبودی حاصل نخواهد شد. که در اینجا در ۲ مبحث جدا بیان می‌گردد:
1. نیروی پرینیوم: پرینیوم به عنوان منبع انرژی «ین» است که دروازه مرگ و زندگی به‌شمار می‌آید. پرینیوم، میان مقعد و اعضای جنسی قرار دارد. مقعد، خود به چندین قسمت تقسیم می‌شود که رابطه ای مستقیم با انرژی اعضای مربوطه دارد.
2. بخشهای پنجگانه مقعد: الف - میانه(Middle) ب - جلو(Front) پ - پشت(Back) ت - چپ(Left) ث - راست(Right)

الف - بخش میانه(Middle): بخش میانه به واژن، رحم، آئورت و بزرگ‌سیاهرگ، معده، قلب، غده تیروئید و پاراتیروئید، غده نخامی یا هیپوفیز، غده صنوبری یا اپی فیز و نقطه بالای سر (تاج سر) مرتبط است.
ب - بخش جلو(Front): بخش جلو به غده پروستات، مثانه، روده کوچک، معده، غده تیموس و بخش جلوی مغز مرتبط است.
پ - بخش پشت(Back): بخش پشت با ساکروم، لگن خاصره، ۱۲ مهره سینه ای، ۷ مهره گردن و مغز کوچک در ارتباط است.
ت - بخش چپ(Left): این بخش به تخمدان چپ، روده بزرگ، کلیه چپ، غده فوق کلیوی، طحال، ریه چپ و قسمت چپ مغز مرتبط است.
ث - بخش راست(Right): این بخش با تخمدان راست، روده بزرگ، کلیه راست، غده فوق کلیوی، کبد، کیسه صفرا، ریه چپ و قسمت راست مغز در ارتباط است.
با تحریک کردن پرینیوم و بخشهای پنجگانه مقعد، می‌توان به اعضا یا غدد، انرژی بیشتری رساند و اثر ماساژ را افزایش داد.

### ستون فقرات
تکنیک ضربات ستون فقرات شامل ایجاد ضربه‌های ملایم (ضربات) با انگشت میانی خم، رسیدن به نواحی مربوط به انحراف ستون فقرات مهره‌های انتخابی (و یا در مناطق بین مهره ای) با پالپ انگشت میانی که به عنوان ناخن است. تا حد امکان نزدیک برش بزنید. بعضی از نویسندگان همچنین تحریک الکتریکی همان مناطق با جریان الکتریکی سینوسی را پیشنهاد می‌کنند.

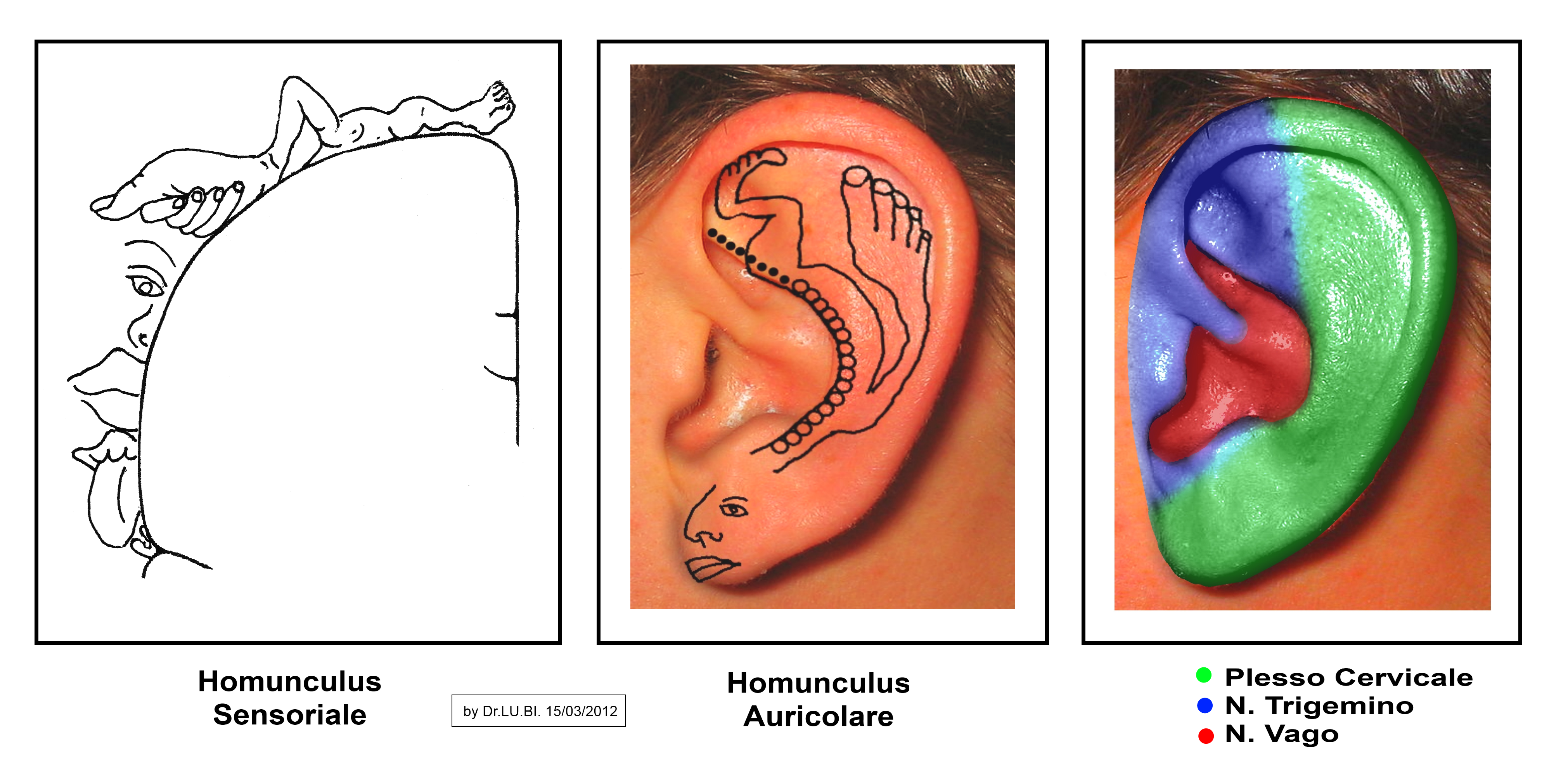

### گوش
اوریکولوتراپی (طب سوزنی گوش) یک شکل از پزشکی جایگزین است بر اساس این ایده که گوش یک سیستم میکرو، که نشان دهنده کل بدن، به نمایندگی در لاله گوش، در بخش خارجی از گوش می‌باشد. فرض بر این است که شرایط مؤثر بر سلامت جسمی، روحی یا روانی بیمار با تحریک سطح گوش به‌طور انحصاری قابل درمان است. از نگاشت‌های مشابه در بسیاری از مناطق بدن استفاده می‌شود، از جمله اقدامات انعکاس‌درمانی و ایریدولوژی. این نگاشت‌ها براساس هیچ شواهد علمی پزشکی پشتیبانی نمی‌شوند، و بنابراین به عنوان شبه‌علم در نظر گرفته می‌شود.

## چگونگی اجراء
در هنگام مراجع بیمار درمانگر همه نقاط پای بیمار را با سر انگشتان خود لمس می‌کند تا مناطق سخت شده به اصطلاح معمول در این روش درمانی، نقاط کریستالیزه را در زیر پوست پاهای بیمار پیدا کند. هر گاه که درمانگر یکی از این‌گونه نقاط را پیدا کرد تشخیص می‌دهد که کدام عضو بدن بیمار گرفتار بیماری شده‌است. درمانگر این روش پای بیمار را همانگونه می‌خواند که نابینا حروف بریل را روی صفحه‌ای می‌خواند. در مواقع دیگر، درمانگر نمی‌کوشد همه نقاط پای بیمار را بخواند و از ابتدا روی نقطه‌ای خاص از پای بیمار تمرکز می‌کند زیرا به وضوح می‌داند که بیماری شخصی که نزد او آمده چیست و به کدام نقطهٔ خاص پای او مربوط است.
آنگاه که درمانگر شروع به مالش شدید روی منطقه‌ای از پای بیمار می‌کند، بیمار دردی در آن منطقه یا عضوی که آن منطقه خاص پایش نمایانگر آن است، یا هر دو مکان حس می‌کند. درجه دردی که ماساژ درمانگر در پای شخص بیمار تولید می‌کند، ممکن است نسبتاً شدید باشد، حتی اگر او نقطهٔ انعکاسی پا را به نرمی ماساژ دهد، ممکن است شدید باشد.

## کاربردها
روش انعکاس درمانی مانند روش سوزن درمانی، بیشترین موفقیت را در اختلالات کارکردی دارد. احتمال اینکه روش انعکاس درمانی بتواند نوعی عفونت شدید داخلی را درمان کند کم است و نیز مسلم است که این روش نمی‌تواند حالات غیرعادی ساختاری بدن چون بادفتق، مسدود شدن روده یا شکستگی استخوان را درمان کند. این روش در درمان یبوست، تنگ نفس، حالات فشار عصبی-روانی، مشکلات کیسه مثانه، مشکلات سینوس‌ها، و حتی مشکلات شدید چون سنگ کلیه و سنگ کیسه صفرا موفقیت خوبی داشته‌است، همچنین برای درمان انواع سردردها به ویژه سردرد میگرن مفید بوده‌است. کار اصلی انعکاس درمانی تحریک نیروهای شفابخش طبیعی بدن به فعالیت بیشتر و برانگیختن آن‌ها و هدایت تمرکز آن‌ها روی یک عضو خاص بدن است.

## چگونگی عملکرد

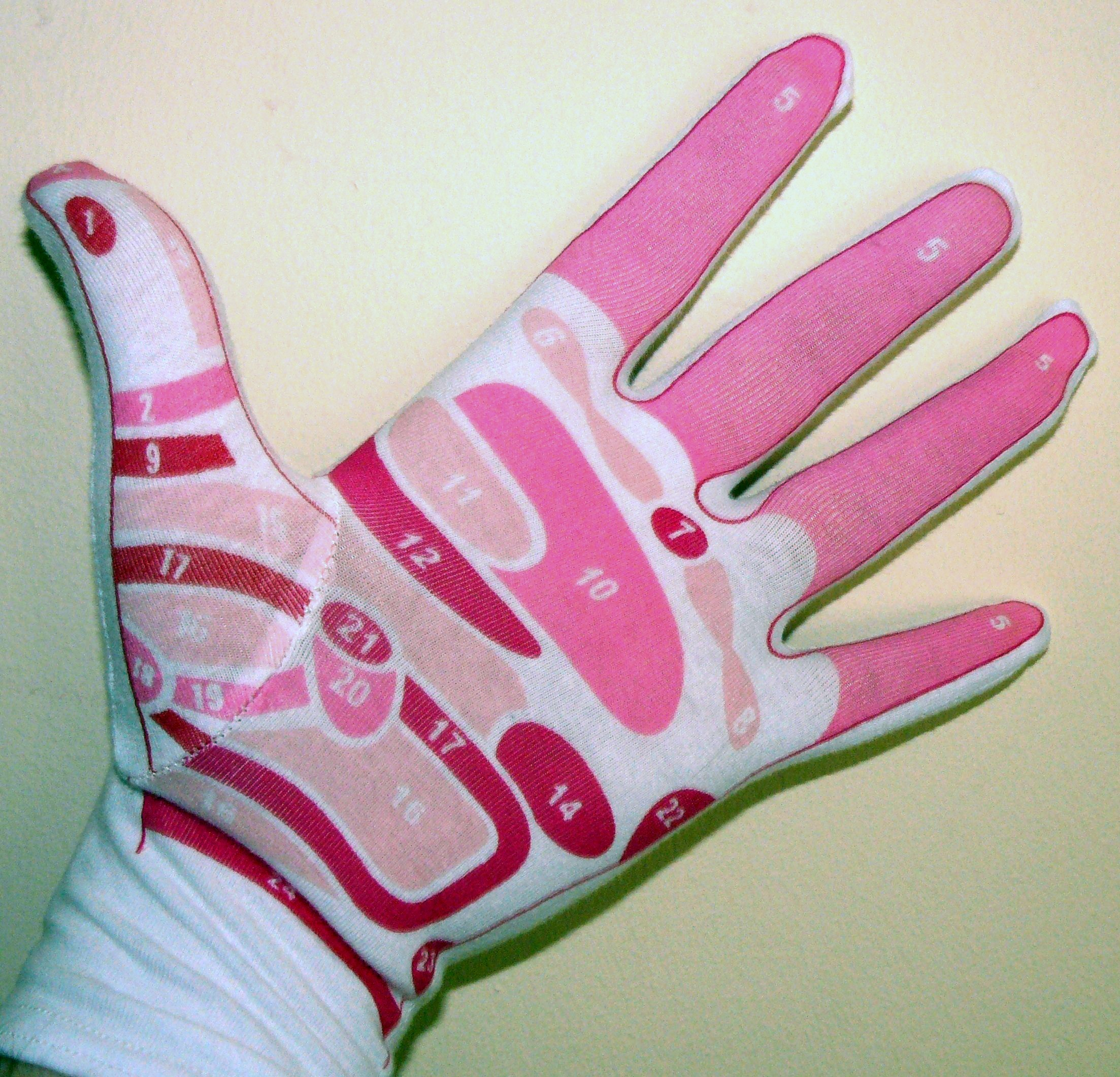
نمونه‌ای از منطقه بندی کف دست

هر عضو بدن یک منطقه نمایندگی روی پوست دارد و آن منطقه وابسته به همان رشته عصبی است که به آن عضو خاص می‌رود و با تحریک منطقه‌ای روی پوست که نمایانگر یکی از اعضای بدن است آثار ملموس یا محسوس در آن عضو پدید خواهد آمد. به عنوان مثال، درد سرشانه (اگر ربطی به آبستنی نابجا نداشته باشد) بازتاب ناراحتی حجاب حاجز است زیرا هر دوی آن‌ها پیوستگی به یک رشته عصبی دارند.
روش انعکاس درمانی بر این اصل استوار است که کل بدن انسان در پای او جلوه می‌یابد یا به عبارتی دیگر کل بدن انسان به نوعی در پای او نمایندگی‌هایی دارد و بازتابنده می‌شود که از طریق مالش عمیق یک نقطه خاص پا، آن که با آن نقطه خاص رابطه دارد به گونه‌ای تحریک می‌شود که به عادی شدن کارش بینجامد.